# Lasioglossum pachycephalum
Lasioglossum pachycephalum är en biart som först beskrevs av Cockerell 1916.  Lasioglossum pachycephalum ingår i släktet smalbin, och familjen vägbin. Inga underarter finns listade i Catalogue of Life.

## Bildgalleri

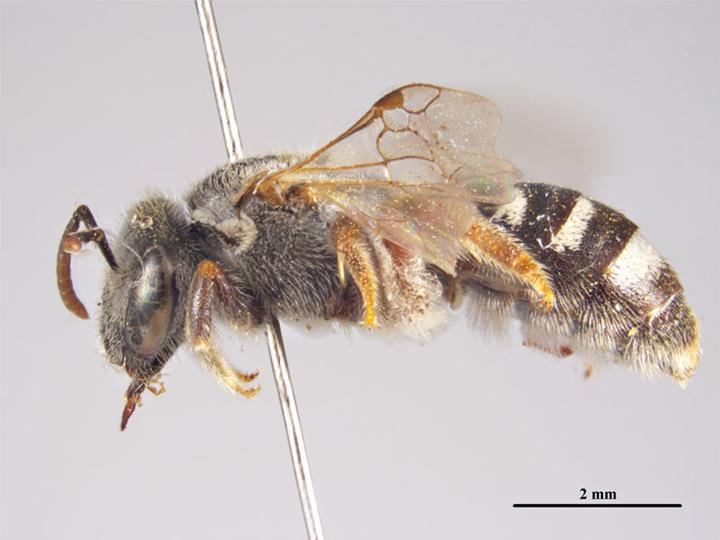
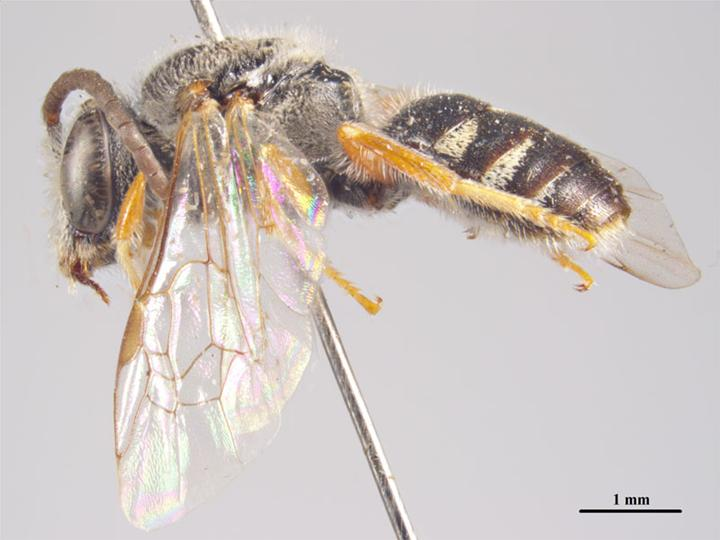